# WTA Premier
Premier was een categorie waaronder bepaalde toernooien van het WTA-tenniscircuit werden georganiseerd in de periode 2009–2020. Toernooien die in deze categorie vielen, werden beschouwd als de belangrijkste toernooien na de grandslamtoernooien, de Premier Mandatory-toernooien en de Premier Five-toernooien. Deze categorie werd vanaf het WTA-seizoen van 2009 gehanteerd. Voordien werden toernooien onderverdeeld in categorieën van Tier I tot en met Tier V, waarbij de Tier I-categorie de belangrijkste was.

## Selectie van Premiertoernooien
Een toernooi staat in onderstaande tabel vermeld als het ten minste vijf jaren in categorie WTA Premier of hoger heeft gefunctioneerd. Een sterretje (*) achter de naam geeft aan dat het toernooi aan het einde van de looptijd (2020) nog actief was.
| ↓ WTA-toernooi in ↓  | 20..     | 20..     | 20..     | 20..     | 20..     | 20..     | 20..     | 20..     | 20..     | 20..     | 20..     | 20.. |
| ↓ WTA-toernooi in ↓  | 09       | 10       | 11       | 12       | 13       | 14       | 15       | 16       | 17       | 18       | 19       | 20   |
| -------------------- | -------- | -------- | -------- | -------- | -------- | -------- | -------- | -------- | -------- | -------- | -------- | ---- |
| Birmingham*          |          |          |          |          |          |          |          |          |          |          |          | ©    |
| Brisbane*            |          |          |          |          |          |          |          |          |          |          |          |      |
| Charleston*          |          |          |          |          |          |          |          |          |          |          |          | ©    |
| Doha*                |          |          |          |          |          |          |          |          |          |          |          |      |
| Dubai*               |          |          |          |          |          |          |          |          |          |          |          |      |
| Eastbourne*          |          |          |          |          |          |          |          |          |          |          |          | ©    |
| Moskou*              |          |          |          |          |          |          |          |          |          |          |          | ©    |
|                      | 09       | 10       | 11       | 12       | 13       | 14       | 15       | 16       | 17       | 18       | 19       | 20   |
| New Haven            |          |          |          |          |          |          |          |          |          |          |          |      |
| Parijs               |          |          |          |          |          |          |          |          |          |          |          |      |
| Sint-Petersburg*     |          |          |          |          |          |          |          |          |          |          |          |      |
| Stanford / San José* | Stanford | Stanford | Stanford | Stanford | Stanford | Stanford | Stanford | Stanford | Stanford | San José | San José | ©    |
| Stuttgart*           |          |          |          |          |          |          |          |          |          |          |          | ©    |
| Sydney               |          |          |          |          |          |          |          |          |          |          |          |      |
| Tokio (Pan Pacific)* |          |          |          |          |          |          |          |          |          |          |          | ©    |
|                      | 09       | 10       | 11       | 12       | 13       | 14       | 15       | 16       | 17       | 18       | 19       | 20   |

* Toernooi was per 2020 nog actief.

© Toernooi was in 2020 wel gepland, maar geannuleerd wegens de coronapandemie.

## Minder belangrijke toernooien in categorie Premier
De volgende toernooien zaten minder dan vijf jaren in categorie Premier of hoger:
- in Noord- en Zuid-Amerika

VS: Los Angeles, San Diego / Carlsbad
- in Europa

Brussel (BE), Praag / Ostrava (CZ), Warschau (PL)
- in overige continenten

Adelaide (AU), Zhengzhou (CN)

## Vervolggeschiedenis
Met ingang van het tennisseizoen 2021 schakelde de WTA over op een andere set categorieën. De op dat moment bestaande toernooien van niveau Premier werden daarbij toebedeeld aan de nieuwe categorie WTA 500.